# Port lotniczy São Jacinto
Port lotniczy São Jacinto, lub Port lotniczy Aveiro – port lotniczy położony niedaleko Aveiro (Portugalia). Obsługuje połączenia krajowe.